# Danske besiddelser
Danske besiddelser omfatter områder Danmark eller den danske konge har haft gennem tiderne, dels uden for landets folkelige grænser, dels i form af mistede landsdele (Skånelandene). Danernes oprindelse er beskrevet i forskellige sagn, men ikke dokumenteret. Landet har ikke været samlet i tiden før Vikingetiden, og før det har der muligvis været tale om flere kongedømmer, herunder danernes rige med kongesæde i Lejre, og jydernes med sæde i Jelling.
I den sene Vikingetid nåede de danske besiddelser et højdepunkt med Knud den Stores rige, der omfattede Norge og England. Det tabte Nordsøimperium blev i det 13. århundrede erstattet af korstogsbesiddelser i Østersøen. Fra slutningen af det 14. århundrede regerede den danske monark over Kalmarunionenen med Norge og Sverige. Sverige løsrev sig i 1520'erne, mens statsforbundet Danmark-Norge varede frem til 1814.
Danmark bevarede kontrollen over de oprindeligt norske bilande: Island, Færøerne og Grønland. Dertil kom Helstatens andre landsdele frem til 1864: Slesvig, Holsten og Lauenborg, samt i perioder andre besiddelser i det nuværende Nordtyskland. Desuden var der fra 1620 til 1917 forskellige danske kolonier i Asien, Afrika og Caribien, der efterhånden blev solgt til Storbritannien og USA. Endelig blev Island uafhængigt i 1918.

## Afgrænsningen af danske besiddelser
Betegnelsen "danske besiddelser" indebærer, at der er tale om områder, hvis tilhørsforhold til Danmark og danskere ikke er givet ved de befolkningsmæssige forhold. Det er derfor nødvendigt indledningsvis at afgrænse begrebet "Danmark". Fra perioden ca. 200 e.kr. til ca. 600 e.kr. findes en række fund af våbenofringer, som giver indtryk af, at der har eksisteret et hærførende lokalt beredskab. Fra Illerup Ådal er der tegn på, at en indtrængende hær kom fra vestkysten af den skandinaviske halvø, det vi i dag kender som Norge. En række sagn om folkevandringstiden er først mundtligt overleverede, men senere nedskrevet af middelalderhistorikere, bl.a. Roskildekrøniken, der nævner Lejre som et stort kongesæde gennem århundreder. Først i 2004 blev der ved udgravninger fundet et belæg for en kongsgård her fra ca. 500 e. Kr. Den omfattede bl.a. en ca. 500 kvadratmeter stor hal, formodentlig en form for gildesal. Landet, som det kendes i dag, har dog efter historikernes opfattelse ikke været samlet, men det er omdiskuteret, hvorvidt der har været tale om i hvert fald to kongedømmer: danernes rige med kongesæde i Lejre, og jydernes med sæde i Jelling eller om der har været tale om flere, mindre besiddelser.
De ældste skriftlige kilder, der ikke decideret inddrager sagn, stammer fra vikingetiden. De to runestene i Jelling kan anses for de ældste, der har omtale af danskere og Danmark. Den "lille" runesten er, ifølge indskriften, rejst af "kong Gorm efter Thyre, sin kone, Danmarks bod". Den "store" runesten er, ifølge indskriften, rejst af sønnen Harald over forældrene Gorm og Thyre. Det fremgår desuden, at Harald var den, som "vandt sig al Danmark, og Norge, og gjorde danerne kristne". Af denne formulering tør udledes, at der fandtes et folk (danerne) i et rige (Danmark), som i hvert fald adskilte sig fra et andet rige, Norge, som han imidlertid ligeledes angiver at have underlagt sig. Disse runesten hidrører alle fra omkring midten af 900-tallet, så på dette tidspunkt har folk og rige været så velkendt, at yderligere oplysninger øjensynligt ikke anses fornødent.

### Udenlandske kilder
I andre kilder lader forholdene sig belyse tilbage i tiden. Omkring år 800 havde Karl den Store overvundet sachserne og flyttet Karolinerrigets grænser fra sydvest mod nordøst frem til Elben. I forbindelse hermed omtaler de frankiske rigsannaler for året 804, at danernes konge, Gudfred, med sin hær og flåde var kommet til det sted, der kaldes Sliestorp, beliggende på grænsen mellem hans rige og Sachsen, og at der her indledtes forhandlinger mellem de to herskere. Under året 808 oplyses, at Gudfred havde gjort indfald i det slaviske område og der ødelagt handelspladsen Reric, der var ham skatskyldig, og overflyttet stedets købmænd til Sliestorp samt givet befaling til, "at hans riges grænse mod Sachsland skulle befæstes med en vold, således at denne befæstning kunne værne Ejderflodens nordlige bred fra Østersøen til det vestlige ocean. Den skulle kun afbrydes med een portåbning for udgående og indkommende vogne og ryttere". Efter vor viden kan der kun være tale om Dannevirke, om det må sluttes, at danernes riges sydgrænse gik ved Ejderen. Da Gudfred 810 angiveligt blev dræbt af en af sine hirdmænd efter et flådetogt til Frisland, sluttedes fred mellem kejseren og Gudfreds brodersøn og efterfølger, kong Hemming, og freden blev året efter (det vil sige 811) bekræftet ved et møde ved Ejderen, hvor 12 navngivne stormænd fra hver side bekræftede freden og Ejderen som grænse. Blandt de danske repræsentanter omtales en Osfrid de Sconaowe (Asfred af Skåne) og dermed er antydet det danske riges mindste udbredelse mod nordøst.
Uddybende oplysninger lader sig hente i en oversættelse af Orosius verdenshistorie (fra 5 århundrede) kort før år 900, der var blevet suppleret med to rejseberetninger. I den ene oplyser nordmanden Ottar, at han sejlede med pelsværk fra Haalogaland i Nordnorge til den store markedsplads ad hæďum (Hedeby). Da han havde forladt Norge ved Skiringssal (ved Oslofjorden) sejlede han i tre dage således, at han havde Denamearc til bagbord (til venstre) og rum sø til styrbord (til højre), mens han i de næste to dage havde øer tilhørende Danmark til venstre og til højre Gótland (Jylland). Denne formulering indebærer, at Halland udgjorde en del af det danske rige, at han må have sejlet norden om Sjælland og Fyn og derefter ned gennem Lillebælt til Hedeby. Alfred oplyser desuden, at der på øerne og fastlandet (Halland og Skåne) boede norddaner, i Jylland derimod syddaner, og endelig siges Hedeby at ligge mellem Vendland, Sachsland og Angel og at tilhøre danerne. I den anden oplyser angelsachseren Wulfstan, at han fra Hedeby foretog en 7-dages rejse til Truso ved floden Wisła og under denne rejse først havde Vendland til højre og Langeland, Lolland, Falster og Skåne til venstre, og det oplyses, at "alle disse lande hører til Danmark". Derefter havde han til venstre "Burgundernes land" (Bornholm) med egen konge, derefter Blekinge, Møre, Øland og Gotland, der angives at tilhøre sveerne. Blekinges og Bornholms tilknytning til Danmark må således være indtruffet senere, end rejseberetningen er skrevet.
Danmark, danerne land, har således været sikkert afgrænset i det mindste fra begyndelsen af 800-tallet, med grænse mod sydvest ved Ejderen og nordøst ved Skånes og Hallands grænser. Ved "danske besiddelser" må derfor forstås områder, der er beliggende uden for disse grænser.

### Kongen – rigets samlende person
Den anden side af spørgsmålet er, hvem der tænkes på med "danske". Svaret herpå er, at der tænkes på den til enhver tid siddende fyrste, kongen over Danmark. Det var de områder, der stod under dennes forvaltning, der afgrænsede det til enhver tid styrede område. Dette havde betydning på to måder: dels derved at det var de af den givne konge underlagte områder – i kraft af hyldning, arveret, som gevindster ved krige (eller omvendt tab ved samme) eller ved mageskifter, byttehandler – der forvaltedes og oftest således at de hver havde deres egen lovgivning, egen forvaltning (embedsfolk), egne skatteordninger, dels ved at denne forvaltning oftest skete under samtidige hensyn til områdets egne (indre) forhold og til rigshelheden. Som eksempel herpå kan nævnes den danske studehandel, hvor opfødningen af studene skete i kongeriget (Danmark), hvorefter studene vandrede sydpå gennem Sønderjylland og Holsten til markedet ved Elben, hvor de blev solgt; herfra kunne de fortsætte gennem det (for en tid) kongen tilhørende grevskab Oldenburg til de nordtyske og nederlandske byer. Som et andet eksempel kan nævnes begrænsninger i frihandelen, der i 1700-tallet sikrede dansk landbrug afsætning i Norge og omvendt norsk fiskeri, trævare- og bjergværksvirksomhed afsætning i Danmark. Det er derfor ikke uvæsentligt for forståelsen af skiftende kongers politik at vide hvilke områder, de til en given tid havde besiddelsen af. Det er desuden af betydning derved, at det var folkets tillid til og opbakning bag en konge, kongetroskaben, der bestemte rigets indre styrke, sammenhæng og forsvarsvilje. Et velkendt eksempel herpå er bornholmernes troskab mod Frederik 3., der viste sig ved, at fremtrædende øboere trodsede Roskildefredens afståelse i 1658 af øen til den svenske konge Karl Gustav, gjorde sig til herrer og derefter henvendte sig til kongen med bøn om, at han ville tage Bornholm tilbage og sikre den med en troppestyrke, desuden gøngernes og langelændingenes heltemodige kampe mod svenskerne under Karl Gustav-krigene for blot at nævne nogle få eksempler. Christian 4. er et enestående eksempel på en konge, der fattede alle mulige dele af riget med interesse, fra Svalbard i nord til Lyksborg mod syd – ikke at forglemme de oversøiske besiddelser.
Det er således kongen, der udgjorde rigets samlende skikkelse og tillige den, hvis person afgjorde dets indre styrke. Havde kongen folkets kærlighed, havde riget styrke. Svigtede troskaben mod kongen, faldt riget fra hinanden. Den konge, der bedst beviser den kongelige styrke og svaghed, er Valdemar Sejr. Til trods for kongens fangenskab i 3 år efter jagten på Lyø 1223 holdtes riget sammen ene i kraft af kongetroskaben og omvendt: efter kong Valdemar Sejrs død, da riget blev udstykket mellem kongens mange sønner, der indbyrdes bekrigede hinanden, skete en opløsning, der blot forstærkedes ved stadigt gentagne og mere omfattende pantsætninger. Der skulle en ny konge, Valdemar Atterdag, til for atter at samle riget og lægge grunden til fornyet fremgang.

## Danelagen og Nordsøimperiet
Det er påfaldende, at de tidligste vidnedsbyrd om dansk bosættelse uden for de hjemlige egne også kendes allerede fra vikingetiden. Fra slutningen af 700-tallet omtales enkelte landstigninger i England og Frankerriget. Disse synes at have et vist præg af krigstogter. Efterhånden blev tilstedeværelsen i udlandet mere vedvarende og synes at ende med en egentlig bosættelse eller kolonisation. Dette gælder fortrinsvis i England (Danelagen) og i Bretagne (Normandiet), hvor danske og norske vikinger synes at have været mest fremtrædende. På samme tid som denne udvikling fandt sted i Nordvesteuropa, skete en lignende udvikling i Østeuropa, hvor rus omtales af arabiske kilder. Denne østeuropæiske bosættelse formodes dog at være domineret af svenske vikinger, mens danske og norske indslag har været yderst begrænsede.

### Danelagen
De tidligste omtaler af dansk landstigning i England er i den angelsachsiske krønike, henholdsvis i 787, hvor tre skibe med normanner ankom til England, og 793, da kirken på øen Lindisfarne ødelægges og plyndres og myrderier begås. I de følgende år omtales vikingeangreb omkring Irland i 795, 797 og 798 på øen Man. Næste trin i udviklingen indtræder i 865 ved et vikingeangreb på Kent og samme efterår på East Anglia, hvor vikingerne skaffede sig heste og lagde sig i vinterkvarter. Derefter begynder vikingehæren at rejse rundt i England, i 866 var de i Northumberland og indsatte her en lydkonge, hvorefter de lagde sig i vinterkvarter i York. 867 drog de til Mercia og overvintrede her, 868 vendte de tilbage til York, derefter atter Mercia og East Anglia, hvor kong Edmund blev dræbt 870. Samme år angreb vikingehæren Wessex, 871 erobredes London som vinterkvarter og fungerede som sådan i flere år. 873 drog Mercias konge i landflygtighed og vikingerne indsatte en lydkonge. 874 delte hæren sig: hovedhæren indkvarterede sig i Cambridge, en mindre vikingehær drog til Northumberland under Halvdans ledelse, og 876 opdelte Halvdan landet i delområder for de enkelte medlemmer i vikingehæren "og de gav sig til at pløje og selv sørge for underhold". I de følgende år skete noget lignende i Mercia, derefter i Wessex og endelig i East Anglia; dette var indledningen til tredje trin. Derefter synes vikingetogene at stilne af, og da der samtidig øjensynligt var hjemlige politiske vanskeligheder i Danmark, synes forbindelsen mellem kolonisterne i England og det danske rige at være såre beskeden igennem 900-tallet; stykke for stykke synes koloniseringen at være opgivet.
Sidste trin i udviklingen startede i 980-erne, men tog for alvor fart i 991 ifølge krøniken: "I dette år blev det bestemt, at man for første gang skulle betale danskerne en tribut på grund af den store skræk, som de frembragte ved kysten. Det var første gang 10.000 pund". 994 ankom Sven Tveskæg og den norske Olav Trygvesson sammen med i alt 94 skibe til London, som de angreb uden held. Derefter fortsatte de "og anrettede ved kysten af Essex, Kent, Sussex og Hampshire så stor skade, som aldrig nogen hær har kunnet i retning af brand, hærgen og drab". Det udløste en ny engelsk tribut på 16.000 pund, og vikingehæren indkvarterede sig nu for vinteren i Southampton. Kort efter forlod Olav England for at blive konge i Norge, men Sven Tveskæg fortsatte alene. Vikingehæren hærgede efter bedste evne og modtog snart store beløb i danegæld, således 30.000 pund i 1007. I 1011 havde vikingehæren erobret East Anglia, Essex, Middlesex, Oxfordshire, Buckinghamshire, Bedfordshire og en del af Huntingdonshire, desuden syd for Themsen hele Kent, Sussex, Hastings, Surrey, Berkshire, Hampshire og dele af Wiltshire. Højdepunktet indtrådte 1013, da Sven Tveskæg blev herre i England. Ganske vist døde han allerede i 1014, og hele flåden valgte derefter Knud den Store til konge. 1016 døde den engelske kong Ethelred, og hans efterfølger Edmund samme år. 1017 overtog kong Knud styret i hele England.
Vikingernes bosættelse i England og den indflydelse, de der kom til at udøve, er bevidnet på flere måder. Selve navne Danelagen kendes først fra efter år 1000 og angiver da de områder, hvis indbyggere stod under Dena lag, dansk lov, i modsætning til de sydlige dele af England, hvor Wessex- eller Mercia-loven gjaldt. Der kendes mere end 700 stednavne på "-by", hvoraf 543, der anses for sikre nordiske vikingetidsnavne, fordeler sig således:
- 217 i Lincolnshire,
- 203 i Yorkshire,
- 55 i Leicestershire,
- 22 i Nottinghamshire,
- 9 i Derbyshire,
- 24 i East Anglia (heraf 21 i Norfolk, 3 i Suffolk),
- 13 i Northamptonshire.
Foruden -by forekommer stednavne med endelserne -torp og -toft, der ligeledes vidner om nordisk indflydelse. Dansk bosættelse synes fortrinsvis at være sket i de østlige dele af landet, norsk bosættelse mod nordvest.
Med Knud den Store som konge af Danmark, England og Norge oplevede Danmark en første storhedstid, hvor også Skotland anerkendte kong Knud som sin beskytter. Knud den Store blev anset som en vis og stor konge både i Danmark og England, selv om han ikke regerede fra Danmark. Ved Knuds søn kong Hardeknuds død i 1042 blev unionen mellem England og Danmark brudt.
Knud den Hellige prøvede at samle Knud den Stores gamle imperium, men da sydgrænsen optog hans opmærksomhed, blev ledingsflåden aldrig sendt af sted, og det gav bl.a. anledning til oprøret mod Knud, der endte med hans død i Odense den 10. juni 1086.

### Hertugdømmet Normandiet
For Karolinerrigets vedkommende ses en i hovedsagen lignende udvikling som i Danelagen. Helt frem til begyndelsen af 800-tallet omtales kun få vikingetog, i 810 til Frisland og i 820 til Flandern, Seine og Noirmoutier. Dog må vikingetog have forekommet allerede i slutningen af 700-tallet, idet Karl den Store kort før sin kejserkroning i 800 udstedte forordninger om bevognings- og beskyttelsestiltag ved Frislands kyster og langs Kanalen. Imidlertid synes vikingetogterne at tage et stort opsving under striden mellem kejser Ludvig den Fromme og hans sønner i 833. Fra 834 hærgerne vikingerne gentagne gange Frisland, hvorunder de udplyndrede og brændte Dorestad. Fra omkring 840 flyttedes angrebene sydover til de franske floder: 841 angribes Rouen ved Seine, 843 Nantes ved Loire, 845 Garonne og endda Paris under en belejring, der dog frikøbtes af Karl den Skaldede for 7000 pund sølv. Næste trin indtrådte, da vikingerne omkring 850 indrettede sig med befæstede vinter- og standlejre på Noirmoutier og andre øer ved Frankrigs vestkyst. Hele denne udvikling synes fremmet af Lothar, Ludvigs søn, fra 843 kejser over det karolinske mellemrige fra Frisland til Italien, der øjensynlig engagerede to fordrevne brødre, kong Harald og Rurik, i kampen mod sin fader. Til gengæld for samvirket med Lothar fik Harald området Walcheren i frit len mens Rurik fik Dorestad. Derimod synes den datidige danske konge, Hårik I, ikke at have medvirket. Efter en fredelig tid i 870-erne, sket i 880-erne en ny opgang i hærgningerne, kulminerende med belejringen af Paris i 885-886. Og selv efter kong Arnulfs sejr over vikingerne 891 fortsatte disse deres virksomhed. Tredje trin indledtes omkring 911, da Karl den Enfoldige indgik forlig med vikingelederen Rollo gående ud på, at denne fik Normandiet som fri ejendom, kongens datter oveni, men til gengæld lod sig døbe og forpligtede sig til at holde andre vikinger borte. Det område, som Rollo fik overdraget, synes i begyndelsen kun at omfatte kystområderne ved Rouen, mens områderne syd og vest for Seine til Cherbourg blev overdraget ved udvidelser i 924 og 933. Rollo indledte dermed et vikingedynasti i Normandiet, som fortsatte til slutningen af 1000-tallet, omend vikingerne med tiden assimileredes i deres omgivelser.
Normandiet blev i modsætning til Danelagen aldrig en integreret del af det danske rige men forblev en isoleret udpost. Følgen af dette var, at danerne i Normandiet efterhånden mistede kontakten med moderlandet og i stedet blev integrerede i det frankiske rige.
Nordiske, fortrinsvis danske, vikingers herredømme i Normandiet fik senere stor indflydelse på Englands politiske historie i 11. århundrede, idet Vilhelm Erobreren var ætling af Rollo.

## Korstog og besiddelser i Østersøen
Valdemar Sejr samlede efter Nordsøimperiet Østersøimperiet i det tidlige 13. århundrede. Her omkredsede Det Danske Rige den sydlige østersøkyst helt over til det nuværende Litauen. Udover det var Estland erobret i 1219, og danskerne havde besiddelserne Orkney- og Shetlandsøerne samt Færøerne, Island og Grønland. Enkelte mener også, at Vinland (New Foundland) i det nuværende Canada talte med. I 1223 bliver Valdemar Sejr taget til fange af en nordtysk hertug. I 1227 må han afstå hele østersøstrækningen. Dog forblev Slesvig og Pommern danske. Pommern er helt indtil 1400-tallet indlemmet i Det Danske Rige.

### Vendertogene
Venderne var et slavisk stammefolk, der levede langs med Østersøens sydlige kyst – endnu hedninger, men under hårdt pres fra omboende folk – tyskere, danskere og polakker, der alle stræbte efter at omvende dem til Kristendommen og kolonisere de tyndt befolkede vendiske egne. Omkring 1160 stod det klart, at venderne var på nippet til at bukke under for det tyske pres, idet en massiv tysk emigration gradvis flyttede Tysklands grænser østpå. De danske konger Valdemar I den Store og Valdemar II Sejr skød Danmarks grænse frem til Elben, da Tyskland led under indre stridigheder. Videre førte de militære bedrifter til erobring af Estland, der som det eneste blev på danske hænder efter at Valdemar Sejr var kidnappet i 1223.

### Nordtyskland
Ved germanernes kolonisering af Nordtyskland i slutningen af 1000-tallet kom venderne i klemme og rettede angreb fra søen mod de syd- og østvendte danske kyster. Erik Ejegod angreb øen Rügen, og erobrede vendernes vigtige base her. Han indsatte sin søstersøn Henrik som vendernes fyrste.
Under kong Valdemar 1. den Store og hans nære medarbejder ærkebiskop Absalon blev Danmark endelig af med den vendiske trussel ved endnu engang at erobre Rügen. Hovedbyen Arkona blev belejret og indtaget, og de vendiske helligdomme blev ødelagt.
Med Knud 6.`s tronbestigelse i 1182 blev Pommern underlagt dansk overherredømme, og grænsen blev trukket ved Elben. Knud 6. tog også titlen "de venders konge", som de følgende danske konger til og med kong Frederik 9. brugte. Først i 1972 forsvandt titlen.
Under Valdemar 2. Sejr fortsatte den danske ekspansionspolitik. Han erobrede et område syd for Østersøen samt Ditmarsken, Hamborg og Lübeck. I 1219 kom det nordlige Estland under dansk herredømme ved korstoget i Baltikum. I 1223 blev Valdemar taget til fange af sin vasal, grev Henrik af Schwerin, under en jagt på øen Lyø. I forbindelse med løskøbet måtte Valdemar opgive alle de nordtyske erobringer. Han forsøgte et nyt felttog mod sine tyske modstandere, men led et endeligt nederlag i slaget ved Bornhøved i 1227. Danmarks sydgrænse gik fra nu af ved Ejderen.

### Estland

#### Hertugdømmet Estland 1220-1346
Estland kom under dansk herredømme i korstogene mod hedningerne i Baltikum og Rusland. Hele det nordlige Estland var under dansk styre indtil 1346, da Valdemar 4. Atterdag skulle bruge kapital til køb af danske provinser fra de tyske grever, hvorfor han solgte sine besiddelser i Estland til Den tyske Orden. Estlands hovedstad Tallinn betyder også "danskernes by", og byens banner er en udgave af Dannebrog.
Det danske flag, Dannebrog, stammer så vidt vides fra denne periode, hvor forskellige konger vides at have brugt flaget som symbol for det danske rige. Den første dokumenterede brug er i Valdemar Atterdags våbenskjold. Den traditionelle legende om flagets oprindelse angiver at flaget faldt ned fra himlen under Valdemar Sejrs slag mod Esterne i Lyndanisse i 1219; de tidligste versioner af legenden placerer dog denne begivenhed i slaget ved Fellin i 1208. Denne legendes først dokumenterede gengivelse sker i 1500-tallet i beretninger af Christiern Pedersen og Peder Olsen som muligvis bygger på den samme, nu ukendte, kilde.

#### Øsel som dansk provins 1559-1645
Fra slutningen af 1550'erne blev området overtaget af Polen, Sverige og Danmark-Norge. Den danske konge, Frederik 2., købte i 1559 de estiske øer Øsel (Saaremaa) og Dagø (Hiiumaa) og indsatte sin bror Magnus som fyrstbiskop. Fra 1563 tilhørte Dagø Sverige, og ved freden i Brömsebro i 1645 blev Øsel ligeledes overtaget af Sverige.

### Gotland
Gotland kom under dansk overhøjhed fra 1361 til 1645.
I 1361 blev øen erobret fra Sverige af Valdemar Atterdag efter Slaget ved Visby.
Øen spillede en vigtig strategisk rolle i især Kalmarunionens tid. I 1394 besatte Vitaliebrødrene som led i en dansk krig mod Sverige øen. Vitaliebrødrene brugte øen som sørøverbase. I 1398 fordrev den Tyske Orden Vitaliebrødrene. Øen vendte i 1408 tilbage til Danmark. Erik af Pommern holdt således i en årrække til på Gotland, efter at først Sverige (1437) og dernæst Danmark (1438) og Norge (1439) havde gjort oprør mod hans styre. Først i 1449 overgav han Gotland til Christian 1. I 1467 opsagdes lensmanden på øen, Iver Axelsen Thott, men indtil 1487 var øen i realiteten uden for dansk kontrol.
Først ved freden i Brömsebro i 1645 blev øen atter svensk.

## Kalmarunionen
Kalmarunionen er det historiografiske navn for personalunionen mellem Danmark, Sverige (inkl. Finland) og Norge (inkl. Island, Færøerne, Grønland, Shetlandsøerne og Orkneyøerne) fra 1397 til 1523 i hvilken den til enhver tid værende danske regent stod for styret.
Efter Oluf 2.s død som 17-årig i 1387 fortsatte hans mor, Margrete 1., sine allerede igangværende bestræbelser for at samle Norden under én konge, og hun blev valgt til Danmarks frue og husbonde og rigets fuldmægtige formynder.
Presset af et tronkrav fra kong Albrecht af Mecklenburg blev hun i 1388 af det norske rigsråd valgt til regerende dronning i Norge, og hendes fostersøn Erik af Pommern blev anerkendt som tronfølger. I marts valgtes hun også som regent i Sverige. Efter at Margrete havde slået Albrechts hær og taget ham og hans søn Erik til fange i slaget ved Åsle 1389, blev Lindholm Slot (Lindholmen) ved Børringesøen (Börringesjön) i det sydvestlige Skåne skueplads for et afgørende møde mellem de stridende parter. Ved mødet på Lindholm Slot den 17. juni 1395 blev der sluttet en fred, der blev forudsætningen for det møde i Kalmar, der resulterede i de aldrig afsluttede forhandlinger om Kalmarunionen to år senere. Selve dokumentet er kun et udkast, der aldrig blev ratifiseret af rigsråderne.
Den 17. juni 1397 blev Erik 7. af Pommern i Kalmar af den danske og den svenske ærkebiskop kronet til konge af de tre nordiske riger.
Sverige sprængte i 1448 Kalmarunionen ved at vælge Karl Knutsson til konge, og han forsøgte også at blive konge over Norge. Han indledte i 1452 krig mod Danmark og angreb Skåne. Efter fem års krig, hvor krigslykken flere gange skiftede, blev Christian 1. i 1457 kronet i Uppsala, og Karl Knutsson blev afsat og måtte flygte til Danzig.
I 1464 udbrød der oprør i Sverige mod de høje danske skatter. Svenskerne kaldte Karl Knutsson tilbage, og han forblev konge til sin død i 1470.
Også Christian 1.s efterfølgere , kong Hans og Christian 2. forsøgte i flere omgange at genskabe unionen ved angreb mod den svenske rigsforstander Sten Sture, men efter det Det Stockholmske Blodbad i 1520 gjorde svenskerne oprør, og 6. juni 1523 blev Gustav Vasa konge, hvilket egentligt betød en afslutning på Kalmarunionen. Men det var dog først i 1524, at enden på unionen blev vedtaget på skrift.
Når det lykkedes at samle Norden, skyldtes det en fælles ydre fjende, Hansestæderne. Da det senere gik galt med at holde sammen på Unionen, skyldtes det dels, at Hansestæderne nu var blevet svækket, men også at de andre europæiske byer og stater ikke var interesserede i et samlet Norden.

### Konflikter med svenskerne
Svenskerne var ikke glade for danskernes krige i Slesvig, Holsten, Mecklenburg, og Pommern, som var en forstyrrelse af svenskernes eksport (især jern) til det europæiske kontinent. Udover det gjorde centraliseringen af regeringen i Danmark mange mistænksomme. Det svenske gehejmeråd ville beholde en del af regeringen. Enigheden i unionen eroderede i 1430'erne, som ledte til uddrivelsen af danske styrker i Sverige. Erik blev sat af som konge af unionen, som blev overtaget af Christoffer af Bayern. I kraft af tomrummet efter Christophers død i 1448, valgte Sverige Karl 8. til konge med intention om at oprette unionen under den svenske trone. Karl blev også valgt til konge af Norge det følgende år, men greverne i Holsten havde mere indflydelse end de svenske og norske tilsammen, og fik det danske gehejmeråd til at udnævne Christian den første af Oldenburg til konge.
I løbet af de næste syv årtier dominerede kampen om magt og krigene mellem Sverige og Danmark unionen.
Efter den midlertidigt succesfulde erobring af Sverige af Christian 2. og efterfølgende Det Stockholmske Blodbad i 1520, startede svenskerne endnu en oprørsgruppe, som fordrev de danske styrker igen i 1521. Mens uafhængigheden var blevet genindført, sørgede valget af Gustav Vasa den 6. Juni 1523 til konge for genoprettet uafhængighed og praktisk herredømme for Sverige og opløste den uformelle union. Herefter bestod monarkiet af: Kongeriget Norge (med Færøerne og Island), Kongeriget Danmark (med Skåne mv. samt øer i Østersøen) og kongelige dele af hertugdømmet Holsten.

### Skånelandene
Siden vikingetiden og frem til 1658 indgik i det danske kerneland foruden det nuværende Danmark også Skåne, Halland og Blekinge, under et benævnt Skånelandene, hvortil kom Bohuslen, der rettelig hørte under Norge. Skånelandene kom til at spille en central rolle i tiden efter Kalmarunionens sammenbrud: Danmark forsøgte at stække Sverige og tvinge det tilbage i unionen ved at spærre landets forbindelse til Vesteuropa. Sverige lod sig imidlertid ikke kue men valgte i første omgang at satse på en magtudvidelse mod øst inden for Østersøområdet, hvilket lykkedes til fulde. Således styrket kunne Sverige tage opgøret med den danske inddæmningspolitik: stykke for stykke måtte Danmark-Norge afstå fra sine historiske besiddelser på den sydlige del af den skandinaviske halvø indtil, at kun selve Norge var tilbage, og da havde Sverige allerede sikret sig fri gennemsejling til Østersøen og tillige herredømmet over Østersøområdet. Ved Freden i Brömsebro overdrog Danmark Øsel og Gotland i Østersøen og Jämtland og Härjedalen fra Norge, samt kontrollen med Halland i 30 år som pant for freden. Efter det katastrofale nederlag i 1658 mistede Danmark ved Freden i Roskilde hele dets østlige rigsdel de såkaldte Skånelandene, samt Bohuslen. Efter to år som del af Sverige blev Bornholm genforenet med moderlandet samtidig med, at Trøndelag blev forenet med Norge.

## Danmark-Norge og de tidligere norske skatlande
Den dansk-norske personalunion indebar, at Norges skæbne på godt og ondt kom til at bero på danske konger og deres politik. Disse virkede i ikke ringe udstrækning for en udvikling af norsk næringsliv, især skovbrug og savværker men tillige bjergværksdrift samt handel og søfart. Forbindelsen med Danmark oplevedes i Norge efterhånden i stigende grad som en spændetrøje for Norges udvikling, idet man følte behovet for at oprette egne institutioner så som universitet og nationalbank, hvilke ønsker imidlertid blev modarbejdede fra dansk side. Forbindelsen mellem de to lande bevirkede, at mange danskere gjorde karriere i Norge, og at mange nordmænd gjorde karriere i Danmark. Norge kom - ligesom Danmark - til at lide under dansk udenrigspolitik, især indblandingen i utallige krige.
Ved Kalmarunionens oprettelse i 1397 medbragte Norge sine skattelande i det nordlige Atlanterhav: Orkneyøerne, Shetlandsøerne, Færøerne, Island, og Grønland, som var etablerede under højmiddelalderen og var en del af Norgesvældet. Disse skatlande eller kolonier forblev formelt og praktisk set under norsk overherredømme som en del af kongeriget Norge indtil Reformationen og opløsningen af det norske Rigsråd efter Grevens Fejde i 1536. Fra da af blev Norge og dets skatlande administrerede som danske provinser, direkte underlagt den danske konge i unionen Danmark-Norge.
Bruddet mellem Danmark og Norge indtraf under Napoleonskrigene. Norge forsøgte at vinde fuld selvstændighed men blev tvunget ind i en ny union, denne gang med Sverige. Den svenske konge var imidlertid ikke interesseret i de gamle norske oversøiske besiddelser. Ved Freden i Kiel i 1814 blev de norske kolonier som den danske konges arv beholdt af Danmark og kom nu i direkte statsretlig forbindelse med Danmark. Selv om disse lande gennem mange år var blevet administreret fra København, tilhørte de formelt Norge indtil 1814. Kun Svalbard kom under Norge og først efter, at landet havde vundet sin fulde selvstændighed.

### Svalbard
I 1596 opdagede den frisisk-nederlandske Willem Barentsz Svalbard, og engelskmanden Henry Hudson så i 1607 muligheder for at udnytte de rige naturressourcer på og omkring øen. Dette førte til, at Christian 4. – ud fra den dagældende opfattelse af Svalbard som en landfast del af Grønland – gjorde krav på landet som en del af det gamle norske skatteland. Gennem de næste to århundreder fortsatte Danmark-Norge at hævde sin ret til øgruppen.
Gennem et par hundrede år blev der drevet hvalfangst i området, idet hollændere, englændere, tyskere, svenskere, franskmænd, baskere og ikke mindre dansk-norske hvalfangere kappedes og stredes om de letfangelige grønlandske hvaler. Danmark deltog selv fra 1617. På Svalbards kyster anlagdes på denne tid landstationer for hvalfangere, på hvilke man ved hjælp af de rigelige mængder af sibirisk drivtræ udbrændte tran i store ovne. Smeerenburg var en hvalfangerby beboet om sommeren af en blanding af hollændere og dansk-norske. Den eksisterede i årene 1620-1660. Siden blev den atter opgivet.
Svalbards stilling blev derefter først taget op igen omkring 1900 – lang tid efter at forbindelsen mellem Danmark og Norge var blevet opløst (ved Freden i Kiel, i 1814). Omkring 1900 startede kuludvindingen, hvilket bragte Norge i en fordelagtig stilling med hensyn til overherredømmet, og ved Svalbardtraktaten, en traktat indgået 9. februar 1920 i Paris, blev Norges overherredømme de facto anerkendt af andre lande.

### Orkneyøerne og Shetlandsøerne
Orkneyøerne og Shetlandsøerne kom i 1380 under regentskab af den fælles dansk-norske konge Oluf Håkonsen. Øerne forblev næsten uafbrudt under fælles norsk-dansk regentskab frem til 1468, hvor de blev pantsat til Skotland som betaling af medgiften ved ægteskabet mellem Jakob 3. af Skotland og Margrete, datter af kong Christian 1. Efter som pantet aldrig blev indløst, trods flere danske forsøg, har øerne siden tilhørt Skotland.

### Island
Islands tidligste faste bosættelser 874 fandt sted som et led i almindelig ekspansion og folkevandring i vikingetiden. De første nordboere bosatte sig særligt i områderne mod sydvest og vest. Området omkring den nuværende hovedstad Reykjavik blev meget tidligt beboet. Nybyggerne kom især fra det vestlige Norge, men var godt og grundigt blandet op med keltiske folk fra de britiske bosættelser. Harald Hårfagers bestræbelser på at underlægge sig hele Norge resulterede i. at ca. 20.000 mennesker udvandrede fra Norge, England, Skotland, Irland og Sverige til Island de næste 60 år. 930 oprettedes Altinget med lovgivende og dømmende, men ingen udøvende magt; der blev Den islandske fristat etableret. Tinget var et resultat af, at høvdingene dannede et forbund mellem høvdingedømmer (godedømmer), og formålet var at skabe mere ligevægt mellem magthaverne. Det var et oligarki, der opdelte samfundet i 36 godedømmer. Fristaten lignede ingen andre europæiske samfund i denne tidsperiode.
995 blev den kristne Olaf Tryggvason konge i Norge, og han indførte kristendommen i hele Norge og tvang islændingene til at blive kristne. Høvdingene, som havde råd til at bygge kirkerne, fik endnu mere magt ved at kunne vælge, hvem der skulle være præster, eller de kunne eventuelt selv blive det. 999 eller1000 indførte Altinget ved lov den katolske tro. For at sikre at landet ikke blev delt, fik befolkningen lov til i hemmelighed at tilbede de gamle guder. 1097 blev der indført tiende, som tilfaldt kirkerne. Langsomt begyndte fristaten at bryde sammen. 1056 kom der en biskop i syd og i 1106 også i det nordlige Island, hvilket splittede landet.
Der udviklede sig efterhånden så store interne stridigheder blandt de mest indflydelsesrige familier, at det trak op til en forening med den norske trone. En udvikling, som kulminerede i 1262, hvor Island blev et norsk skatland og en del af den norske kongemagts interessesfære. 1380 blev Kalmarunionen indgået mellem Danmark og Norge og Sverige, hvilket bragte Island under dansk kontrol.
1550 blev Island protestantisk lige som resten af Danmark-Norge.
1602 indførte Danmark handelsmonopol på Island og islændingene mistede retten til at handle med England, som var deres største handelspartner efter Danmark-Norge. 1660 blev der indført enevælde i Danmark-Norge og to år efter også på Island. Dette gjorde, at islændingene mistede magten over deres eget land. 1700 indsamlede og opkøbte islændingen Arni Magnusson for Københavns Universitet gamle medtagne islandske håndskrifter, der lå rundt om på de islandske gårde og kirker.
På samme tid, som nationalitetsfølelsen vågnede i Danmark og Norge, fik man en rådgivende stænderforsamling (1845) og efterhånden mere selvstyre. 1874 fik Altinget igen lovgivende status. 1904 bliver Island ændret fra blot at være en del af Danmark til at få hjemmestyre. 1918 blev Island et selvstændigt kongedømme i personalunion med Danmark. 1940 blev Danmark besat, og Storbritannien besatte Island. 1941 afløste amerikanske soldater englænderne efter aftale med det islandske hjemmestyre. Den 17. juni 1944 proklameredes Republikken Island på Tingvallasletten, og den første præsident Sveinn Björnsson blev valgt, hvilket betød en afbrydelse af personalunion en med Danmark.
Island fik de følgende år økonomisk fremgang som følge af udvikling af moderne havfiskeri, opførelse af kraftværker som udnyttede geologisk energi og vandkraft. Landet blev 1946 medlem af FN, 1948 af OECD, 1949 NATO og Europarådet og 1952 Nordisk Råd.

### Færøerne
Omkring 1000 blev Færøerne kristnet. Derefter blev de en del af Norge, og siden 1380 også af den dansk-norske personalunion. Reformationen nåede Færøerne i 1538, og dansk blev embedssprog. Da Norge blev afstået til kongen af Sverige i 1814, forblev Færøerne under dansk styre. Færøerne var et dansk amt, men handelsmonopolet ophævedes i 1856. Det færøske skriftsprog udviklede sig, og Færøerne forvandlede sig fra et bondesamfund til en moderne fiskerination, som har haft hjemmestyre siden 1948 og selvstyre siden 2005.

### Grønland
Siden 1410 var der ingen kendt kontakt mellem nordboere på Grønland og resten af Danmark-Norge, og de norske nybyggere antages uddøde omkring 1450. Den nye kolonisering af Grønland startede efter Hans Egedes ankomst til Grønland i 1721, med oprettelse af handelsposter og kolonier, blandt andet for at finde de nordboere, som man vidste havde boet der i højmiddelalderen - men de blev ikke fundet, og den dansk-norske nykolonisering var af en andet karakter.
Godthaab var den første nye koloni, anlagt i 1728, efterfulgt af andre kolonier, med det formål 1) at udbrede kristendommen og 2) at indhandle skind, spæk, elfenben og andre varer. Det var forbudt for den indfødte befolkning at handle med andre end Den Kongelige Grønlandske Handel og det danske styre slog hårdt ned på den såkaldte tuskhandel med andre nationaliteter såsom portugiserer og hollændere.
Kolonien Godhavn i Diskobugten blev specielt brugt til indhandling af hvaler. Af andre kan nævnes Sukkertoppen, Frederikshåb, Christianshåb, Holsteinsborg, Jakobshavn, Riten benk, Umanaq, Upernavik og Julianehåb. Hver koloni blev ledet af en kolonibestyrer og desuden fandtes de fleste steder en dansk præst, et mindre sygehus med dansk sygeplejerske samt en butik med en dansk assistent samt udsendte håndværkere: tømrere og bødkere.
Ved siden af handel var kolonierne oprettet med henblik på missionering. Missionen lå under den Danske Kirke. Men der var også andre kristne grupperinger i Grønland. Blandt andet den tyske Herrnhutiske Brødremenighed. Disse havde tre vigtige steder; syd for Godthaab, Umanak i Godthaabsfjorden og Lichtenau i Sydgrønland.
Under den såkaldte Grønlands Styrelse, blev befolkningen inddelt i tre grupper: Danskere, Grønlændere og blandinger. Blandinger, der var sønner og døtre af grønlandsk/danske ægteskaber, havde nogle af de samme privilegier som danskerne. Det er så vidt vides ikke gjort op om Grønland på noget tidspunkt har været en overskudsforretning for danskerne, eller i hvor høj grad Danmark har profiteret af Grønland.
Den sidste rest fra den danske kolonitid forsvandt med vedtagelsen af den ændrede grundlov 5. juni 1953. Fra denne dato var Grønland ikke længere i lovens forstand en koloni, men ændrede status til at være et dansk amt. Der blev oprettet 16 kommuner i Vestgrønland: Nanortalik, Julianehåb, Narssaq, Frederikshåb, Ivigtut, Godthåb, Sukkertoppen, Holsteinsborg, Umanaq, Upernavik, Egedesminde, Kangâtsiaq, Christianshåb, Jakobshavn, Godhavn og Vejgat. Med Folketingets vedtagelse af hjemmestyreloven i 1978 fik Grønland 1. maj 1979 hjemmestyre. Dermed blev Grønland efter mere end 550 år som ligestillet del af Rigsfællesskabet mellem Danmark, Færøerne og Grønland nu udstrakt selvstyrende.

## Hertugdømmerne
Historisk udgjorde Sønderjylland (Slesvig) en del af det danske rige. Befolkningen var dansktalende og havde dansk kultur. I tidlig middelalder begyndte holstensk adel at skaffe sig besiddelser i Sønderjylland, og denne landsdel fik samme overklasse af godsejere som det tyske Holsten. Udviklingen af en fælles særstilling for det danske Sønderjylland og det tyske Holsten fremmedes af, at kongelige danske sidegrene fik stilling som hertuger over den danske landsdel og i vid udstrækning støttede sig til bosat tysk adel. Udviklingen nåede et højdepunkt i tiden frem til Christoffer IIs død i 1332, da store dele af kongeriget var pantsat til holstenske grever. Først under Valdemar Atterdag skete en begyndende rigssamling, men Sønderjylland havde da fået en særstilling og en – indtil videre – ubrydelig sammenknytning med Holsten. Hertugdømmerne var mellem 1544 og 1773 opdelt i kongelige, hertugelige og fællesregerede dele. Sønderjylland (Slesvig) blev regeret som dansk og Holsten som tysk len. Fristaden Hamborg var ligeledes formelt underlagt den danske konges overherredømme. Christian IV var den sidste danske konge, der i 1603 blev formelt hyldet af Hamborg.

### Oldenburg og Delmenhorst
I 1448 blev grev Christian af Oldenborg valgt som dansk konge (Christian I). Christian afgav dog kort tid efter kontrollen over Oldenborg til sin bror Gerhard. I 1667 kom Oldenborg imidlertid under den danske konge, og dette varede indtil Mageskiftet i 1773, hvor Christian VII gav Oldenborg og naboområdet Delmenhorst i bytte til Storfyrst Paul af Rusland (den senere zar Paul 1. af Rusland) mod til gengæld af få de gottorpske dele af Holsten.
I sin tid under danske konger spillede Oldenburg en vis rolle dels i forbindelse med studehandel fra Danmark til markeder i Nordtyskland og Nederlandene, dels under Skånske Krig (1675-1679).

### Helstaten
I 1806 opløses Det tysk-romerske Rige og regenten kronprins Frederik proklamerer at Holsten i stedet inkorporeres i det danske monarki. Den løse sammenslutning af riger og lande skal afløses af én sammenhængende stat. I de næste 60 år følger skiftende regeringer helstatspolitikken.
Ved Freden i Kiel i januar 1814 og de efterfølgende fredsforhandlinger i Wien (1814-1815) afstod Danmark Norge til Sverige og fik til erstatning herfor Svensk Forpommern, der imidlertid atter blev byttet med Hertugdømmet Lauenborg. Derved opstod Helstaten omfattende De kongerigske dele, Sønderjylland (Slesvig), Holsten og Lauenborg samt bilande (Island, Færøerne og Grønland) og de oversøiske kolonier.
Med novemberforfatningen i 1863 bryder den danske regering med helstatspolikken. Derefter følger 2. Slesvigske Krig. Sønderjylland (Slesvig), Holsten og Lauenborg blev afstået efter nederlaget til Preussen og Østrig-Ungarn og Freden i Wien i oktober 1864.
I 1920 stemte den nordlige del sig tilbage til Danmark. Den mellemste del udviste tysk flertal ved afstemningen, og en afstemning i de sydlige dele blev derfor nægtet. Da spørgsmålet blev rejst efter 2. verdenskrig om en fornyet afstemning i de mellemste og sydlige dele af Sønderjylland, blev befolkningen nægtet dem denne demokratiske ret til selv at afgøre deres tilhørsforhold. I stedet indgik Danmark og Vesttyskland i 1955 med København-Bonn-erklæringerne en grænseaftale, der skulle sikre nationale mindretal på begge sider af grænsen i Sønderjylland en særstilling, blandt andet med hensyn til nationale skoler og kulturinsitutioner og muligheden for at opnå repræsentation i folkevalgte forsamlinger. Denne aftale er fortsat gældende.
Derefter mister begrebet Det Danske Monarki sin betydning til fordel for Kongeriget Danmark. I samtiden havde man ofte anvendt betegnelsen "Monarkiet" for det i 1814 indførte begreb "helstaten", som reelt var en personalunion.

## Danmarks kolonier
Fra begyndelsen af 1600-tallet indledtes en ny etape i dansk historie: riget blev en kolonimagt. Formålet var at sikre landet forsyninger med kolonialvarer som krydderier, te, kaffe, sukker, tobak og lignende.
Danmark havde i virkeligheden alle odds imod sig i denne politik. At der overhovedet kom et koloniimperium ud af det skyldes dels held, dels dygtighed. Heldet bestod i, at til trods for andre store sømagters (Spaniens, Portugals, Frankrigs, Hollands, Englands) mere end hundredeårige forspring i kolonipolitikken var der endnu ledige områder i Afrika, Asien og Amerika, som disse kolonilande enten ikke var opmærksomme på eller havde anset for så lidet værdifulde, at ingen af dem havde gjort noget for at sikre sig nogen overhøjhed over dem. Dygtigheden bestod i, at de danske udsendinge både fandt frem til disse områder og formåede at sikre dem for riget og den danske kolonihandel.
Fremgangsmåden ved den danske kolonidannelse var at oprette statsstøttede, men private handelskompagnier med kongelig deltagelse, tildelt omfattende eneret på handel og skibsfart på de støttepunkter, som det lykkedes dem at sikre. Disse rettigheder blev givet i form af en kongelig oktroy, der skulle gælde for en årrække, og som derefter kunne fornys eller ophæves. Denne fremgangsmåde betød to ting:
- dels virkede handelskompagnierne som halvofficielle statslige udsendinge, hvis stilling efter forholdene kunne anses som den danske konges repræsentanter eller som privatforetagender. Som den danske konges repræsentanter kunne handelskompagnierne stille udsigt til statslige indgreb i sigte ved trusler, og som opkræver af Øresundstolden ved en af de vigtigste søgående handelsveje i verden aftvang den danske konge sig respekt overalt i verden. Som privatforetagender betød handelskompagnierne at eventuelle modsætninger med andre lande ikke opfattedes som egentlige statslige konflikter, der nødvendigvis udløste en krig. Derfor havde handelskompagnierne et forholdsvis stort råderum;
- dels måtte handelskompagnierne med deres tidsbegrænset sikrede særfordele være interesserede i at udvikle deres kolonihandel og i at sikre, at kolonierne blev udnyttede på den bedst tænkelige måde. Med andre ord måtte deltagerne i handelskompagnierne være interesserede i vellykkede resultater men med faren for, at når de var opnået og kolonierne blomstrede, ville kongen undlade at forlænge særrettighederne og dermed gennem fritstilling af kolonihandelen virke til dennes yderligere fremme.

Handelskompagnierne blev således redskabet for den danske kolonipolitik og en uadskillelig del af denne.
Det skulle vise sig at være den rette fremgangsmåde for et land i Danmarks stilling. Skridt for skridt udvikledes det danske koloniimperium i alle tre verdensdele: Afrika, Asien og Amerika, ikke mindst understøttet af en officiel dansk neutralitetspolitik under tidens talrige krige. Udviklingen vendte først den dag, den danske stat (trods neutraliteten) blev angrebet og efter, at man efter anerkendelsen af en ny økonomisk virkelighed valgte at omprioritere sine målsætninger.

### Asien
Det danske kolonivælde i Asien begyndte nærmest ved et held i uheld. I 1615 henvendte to indvandrede hollandske købmænd, Jan de Willum fra Amsterdam og Herman Rosenkranz fra Rotterdam, sig gennem Christian 4.s sekretær, Jonas Charisius, til kongen med anmodning om tilladelse til at oprette et ostindisk kompagni. Christian 4. var opmærksom på den fremgang, som et hollandsk ostindisk kompagni oprettet i 1595 havde haft og derfor velvilligt indstillet. Efter kort tid blev givet en oktroy, der lå så tæt på den hollandske som muligt for derved at gentage den hollandske bedrift. Ostindisk Kompagni fik eneret på at handle i Det magellanske Hav og Stræde, omkring Kap det Gode Håb og på alle de ostindiske lande, der viste sig imødekommende. Kongen fulgte oktroyen op med at indskyde 16.000 daler i kompagniet, mens københavnske borgere indskød over 60.000 daler og provinskøbstæders borgere 43.000 daler, mens adelige indskød 27.500 daler; i alt udgjorde den indskudte kapital næsten 180.000 daler.
Kort efter, i november 1617, fik kejseren af Ceylons gesandt, ridder af Solens Orden, Øverste i det kejserlige krigsråd og Storadmiral for den kejserlige flåde, hollænderen Marselis Boshouwer, foretræde for Christian 4. med et tilbud om en alliance mellem kejseren og den danske konge. Hvis kongen ville hjælpe kejseren mod dennes (portugisiske) fjender, ville han til gengæld modtage varer og kontanter og 12 års eneret på den ceylonske handel. Der var således lagt op til en vellykket start for det nye handelskompagni. Den 30. marts 1618 blev traktaten mellem de to lande underskrevet, og kompagniets skib "Øresund" begyndte rejsen mod Ceylon. Kaptajnen, hollænderen Roland Crappé, skulle ved ankomsten til Ceylon meddele kejseren, at en dansk flåde på fire skibe ville følge efter. Efter to års rejse nåede skibet frem til Ceylon, men i mellemtiden havde kejseren måttet indgå forlig med portugiserne, og da den kongelige flåde under ledelse af den danske adelsmand Ove Gjedde nåede frem til Ceylon, nægtede kejseren at have givet Boshouwer fuldmagt til at indgå traktaten.
Imidlertid havde "Øresund" under en jagt på kejserens portugisiske fjender lidt skibbrud ved Indiens sydøstkyst, Coromandelkysten, og her, ved det lille udsted Tarangambadi (dansk: Tranquebar eller Trankebar, navnet betyder "byen ved brændingen") overlod den stedlige fyrste af Tanjore danskerne et mindre landområde, bekræftet ved en traktat af 19. november 1620. Det skulle blive den første spæde start på det danske asiatiske kolonivælde. I foråret 1622 nåede Ove Gjedde tilbage til Danmark med en ladning peber, men resultatet af ekspeditionen levede ikke op til de hjemlige forventninger, og tilslutningen til handelskompagniet svandt ind. Christian 4. ville imidlertid ikke opgive planerne, men måtte indskyde 250.000 daler, og i 1624 nåede de kongelige indvesteringer i kompagniet 309.000 daler. Men handelskompagniet gav ikke det forventede udbytte, af i alt 18 udsendte skibe vendte kun 7 tilbage til Danmark med ladninger af peber og krydderier, som ikke kunne dække omkostningerne. Et kongeligt ønske om forbud mod indførsel af ostindiske varer blev modarbejdet af rigsrådet.

#### Trankebar
I Trankebar opførtes et fort, Dansborg, i begyndelsen med hollandske kommandanter. Først i 1648 fik Dansborg en dansk kommandant efter et mytteri i garnisonen. Det skulle vise sig, at Trankebar lå godt for handel på Coramandelkysten, og kommandanten Berent Pessart drev en livlig handel, der imidlertid til sidst truede ham med gældsfængsel. I 1643 nåede en ny kommandant, Willem Leyel, frem men kunne først indtage sin post efter en regulær belejring af fortet, og kastede sig i 1646 ud i dels at ombygge to af Dansborgs fire hjørnebastioner, dels at genoprette den danske kredit langs handelens ruter. Derved kom han i modsætningsforhold til Dansborgs garnison, der afsatte ham. Lederen af mytteriet, Poul Hansen Korsør, overtog kommandantposten men døde i 1655 og efterfulgtes af fæstningens konstabel, Eskild Andersen Kongsbakke. Nayaken af Tanjore forsøgte at afpresse penge af danskerne, og Trankebars indiske befolkning søgte ly i fæstningen, der formåede at holde nayakens tropper borte. Også krige med mogulens nawab i Bengalen stod man igennem. Omkring 1660 lod Eskild Andersen opføre en mur rundt om byen til dennes bedre beskyttelse.
Vel beliggende for handel fra Coromandelkysten sydover til Ceylon og østover til Bantam ved Sundastrædet, Japara på Java og Macasser på Celebes udvikledes en søfart, der eksporterede indiske bomuldstøjer og hjembragte til Trankebar nelliker, krydderier, tin, kobber og guld. Denne handel fremmedes af, at danskerne var neutrale i de indbyrdes stridigheder mellem hollændere og portugisere, som derfor lod deres handel ske under dansk flag. Og således levede kolonien i 29 år uden at se et eneste skib fra Danmark. Først den 31. maj 1669 nåede den danske fregat "Færø" til Trankebar. Under Frederik 3. havde man uden held forsøgt at sælge kolonien, men i stedet havde man fået en lille handelskoloni, som havde udviklet handelsforbindelser østover, samt de nye danske handelsstationer Oddeway Torre (1696-1722) og Gondalpara (1698-1714). Erfaringerne med at gøre handel i Ostindien skulle komme til nytte, da man i 1730 indledte et nyt handelsfremstød ved oprettelsen af Asiatisk Kompagni.

#### Serampore
I 1755 blev landsbyen Serampore overdraget til Danmark og senere også landsbyerne Achne og Pirapur. Disse ligger ca. 25 km nord for Kolkata (dengang Calcutta). Her blev i 1829 etableret et dansk universitet, som fungerer endnu i dag. Der findes flere lignende kolonier, de såkaldte bengalske loger, som blev anvendt til handel med meget svingende udbytte.

#### Afviklingen af kolonierne i Asien
Alle de danske koloniale besiddelser i Indien blev solgt og overgivet til Indiens herskende koloniherre, Storbritannien, den 7. november 1845, mens man beholdte ø-gruppen Nicobarerne, som også gik under det danske navn Frederiksøerne.

#### Nicobarerne
Nicobarerne blev erklæret dansk område den 1. januar 1756. Op til d. 16. oktober 1869 havde danskerne beholdt rettighederne til ø-gruppen Nicobarerne (Frederiksøerne). Her forsøgte man på flere koloniseringsforsøg. Disse gentagne forsøg mislykkedes, bl.a. som følge af befolkningens modstand og af udbrud af malaria. Dette førte til, at rettighederne til øerne blev solgt til Storbritannien.

### Afrika
I Afrika købte man forskellige handelsområder, og der oprettedes mindst tre handelsstationer og et fort på Guldkysten, nærmere bestemt Ghana. De tre handelsstationer blev kaldt for Fort Frederiksborg (Kpompo), Fort Christiansborg, (ved Accra i 1661) og Frederiksberg. Men der var også tale om 4 andre forter. Fort Prinsensten oprettet i 1784, Fort Augustaborg fra 1787, Fort Fredensborg og Fort Kongensten, flere af disse er i dag ruiner. Af disse 7 forter eksisterer kun Fort Christiansborg, som tidligere var den ghanesiske præsidents bolig i Ghana. Danskerne prøvede at lave plantager i Fredriksborg, men det mislykkedes. Dog prøvede de mægtige afrikanske høvdinger at fjerne de europæiske forter langs hele Guldkysten. Fort Christansborg blev fra 1685 hovedkvarteret for danske interesser i Afrika og afskibningen af slaver til de Dansk Vestindiske Øer. I 1807 var de afrikanske handelspartnere underkuet af Ashantistammen, og i 1807 var de danske handelsstationer forladt. Danmark solgte sine forter ved Guldkysten til Storbritannien i 1850.

### Dansk-Vestindiske Øer
Danmark erhvervede en ø i Caribien ved navn Sankt Thomas i 1671, Sankt Jan (i dag Saint John) i 1718, og i 1733 købte Danmark Sankt Croix af Frankrig. Øerne blev en blomstrende forretning for Danmark, især på grund af den meget givtige sukkerproduktion.

#### Slavehandel
Den danske trekantshandel startede i København eller Flensborg, hvor skibene sejlede til Fort Christiansborg lastet med efterspurgte varer, navnlig håndskydevåben. Våbnene solgte man så til kystens høvdinger, som leverede slaver i stedet. Besiddelsen af skydevåben gav disse høvdinge mulighed for at besejre deres fjender længere inde i landet og således tage krigsfanger, som igen kunne sælges. Slaverne blev af danskerne sejlet til Vestindien og afsat til de danske og udenlandske plantageejere på de dansk-vestindiske øer, hvor der så kunne oprettes sukkerplantager. Øerne var ikke større end Møn, men inden for det danske monarki fandtes der ikke en større befolkningstæthed eller et område med større afkast. Trekantshandelen sluttede igen i København eller Flensborg, hvor man udskibede råstoffet, der blev anbragt i Vestindisk Pakhus. Sukkeret blev behandlet i de københavnske sukkerraffinaderier.
Det dansk-norske slaveskib Fredensborg er genfundet som vrag ved Arendal i Norge, og en udstilling om skibets sidste rejse kan ses på amtsmuseet i byen.
Den danske finansminister foreslog ca. 1790, at man skulle forbyde slavehandel, fordi den var på retur, og der skulle laves en plan for de nuværende slaver i de danske kolonier. Danmark blev derved det første land i verden, som så tidligt som i 1792 forbød slavehandel. Men forbuddet ville først have effekt i 1802. Danske og norske skibe transportede omkring 85.000 – 100.000 afrikanere på mere end 340 transatlantiske rejser. I 1848 blev slaveriet helt ophævet.
I København kom størsteparten af rigdommene fra trekantshandelen/slavehandelen et fåtal af byens borgere til gode, f.eks. familien Schimmelmann, der fik råd til at bygge det overdådige Schimmelmannske palæ i Bredgade, som senere hen købtes af Odd Fellow Logen, det nuværende Odd Fellow Palæ.

#### Salget af de vestindiske øer
Øerne løb efterhånden ind i en økonomisk krise, især på grund af faldende sukkerpriser. Allerede i 1867 var der sonderinger, med henblik på at få øerne solgt. Det lykkedes først i 1917, da USA købte de tre øer for 25 millioner dollars. USA ville bruge øerne til flådebase og anerkendte Danmarks krav på Grønland, der tidligere var et stridspunkt mellem landene. Desuden kunne USA hjælpe Danmark med at få Sønderjylland tilbage efter 1. verdenskrig. Dermed hjalp afviklingen af det danske kolonirige med at styrke besiddelserne i Danmarks nærområde.

### Værker
- Aksel E. Christensen: Kongemagt og Aristokrati. Epoker i middelalderlig dansk statsopfattelse indtil unionstiden; København 1976; ISBN 87-500-1663-6
- Aksel E. Christensen: Vikingetidens Danmark paa oldhistorisk baggrund; 2 udgave, København 1977 ISBN 87-500-1732-2
- Poul Enemark: Dansk oksehandel 1450-1550. Fra efterårsmarkeder til forårsdrivning I-II; Århus Universitetsforlag 2003; ISBN 87-7288-880-6
- Hans Gregersen: Trankebar; Wormanium, Højbjerg 1987; ISBN 87-8516-095-4
- Hedeager, Lotte (1992), Danmarks jernalder, Århus: Aarhus Universitet, ISBN 87-7288-291-3
- Hedeager, Lotte (2002) [1988], Danernes land, Gyldendal og Politikens Danmarkshistorie, vol. 2 (2. udgave), København: Nordisk Forlag & Politikens Forlag, ISBN 87-89068-21-1
- Knud Oldenow: Grønland. Folk og Land i vore Dage; København 1936
- Axel Kjær Sørensen: Danmark-Grønland i det 20. århundrede - en historisk oversigt; Viborg 1983; ISBN 87-17-05130-4
- Geir Ulfstein: The Svalbard Treaty: From Terra Nullius to Norwegian Sovereignty (doktorafhandling, 1995) ISBN 82-00-22713-8

### Artikler
- Anders Linde-Laursen: "Skåne på skillevejen" (kronik i Skalk 1993 nr 2, s. 18-27)
- Erling Albrectsen: "Danmark og Normandiet"(kronik i Skalk 1986 nr. 1, s. 22-30)
- Emil Elberling: Oldenburg i Nordisk familjebok (1. udgave, 1888) (svensk)
- Harald Andersen: "Bålet ved vejen" (Skalk 1966 nr. 5, s.28-30)
- Harald Andersen: "Krøniken om Lejrekongerne" (Skalk 1996 nr. 5, s. 20-28)
- H. Helmuth Andersen: "Vandt sig hele Danmark" (Skalk 1985 nr. 2, s. 18-27)
- Jørgen Skaarup: "Uden respekt for kanonerne" (kronik i Skalk 1994 nr 6, s. 18-29)
- Jørgen Hein: "Løve og svane" (Skalk 1992 nr. 2, s. 13-15)
- Ole Feldbæk: "Intet skib til Trankebar" (kronik i: Skalk 1991 nr. 1, s. 18-27)
- Sá, C. A. T. (2019). O Império Colonial Dinamarquês: Uma Análise Preliminar. Revista Historiador, (12). https://revistahistoriador.com.br/index.php/principal/index ISSN 2176-1116
- Svend E. Albrethsen: "Dansk-norsk hvalfangst ved Svalbard i 1600-tallet" (Fra Nationalmuseets Arbejdsmark 1985; København 1985; ISBN 87-480-0562-2; s. 5-20)